# Klaas Gubbels
Klaas Gubbels (Rotterdam, 19 januari 1934) is een Nederlands kunstenaar. Het meest bekend is hij met zijn stillevens van tafels, stoelen en koffiekannen.

## Levensloop
Klaas Gubbels maakte op zesjarige leeftijd het bombardement op zijn geboortestad Rotterdam mee. Zijn jeugd speelde zich enerzijds af tussen uitgebrande en ruïneuze huizen in de binnenstad, anderzijds bij zijn grootouders, die aan het Balkengat (nu Balkenstraat) woonden, vlak bij een haventje van een houtkoperij aan de Delfshavense Schie.
Gubbels kwam in aanraking met de beeldende kunst via zijn vader Kees Gubbels (1894-1974), die in de oorlog Kunsthandel De Brug oprichtte. In de jaren vijftig volgde Gubbels verscheidene opleidingen. De opleiding reclameschilderen volgde hij van 1949 tot 1951 aan de Technische school in Rotterdam. Daarna vond hij werk op het reclame-atelier van de Rotterdamse Bijenkorf. Vervolgens volgde hij van 1951 tot 1952 een avondcursus aan de Academie van Beeldende Kunsten Rotterdam. Als gevolg van de scheiding van zijn ouders vertrok Gubbels in februari 1952 naar Arnhem, waar hij van 1952 tot 1958 studeerde aan de Academie Kunstoefening te Arnhem. Daarnaast volgde hij ook avondlessen in beeldhouwkunde. Gubbels deed geen eindexamen uit vrees te zakken op het onderdeel kunstgeschiedenis.
In de jaren zeventig was Klaas Gubbels als docent verbonden aan de Academie voor Beeldende Kunsten Rotterdam, tegenwoordig Willem de Kooning Academie, samen met andere schilders en grafici als Hannes Postma en beeldhouwer Kees Franse. Gubbels werkt in Arnhem op zijn atelier in het koetshuis van landgoed Lichtenbeek of in Frankrijk in de Ardèche.

## Tentoonstellingen
In 1955 had Gubbels tezamen met Just Sark zijn eerste expositie in de universiteitsmensa in Utrecht, en bij boekhandel De Violier in Den Haag, in 1965 zijn eerste buitenlandse, in Lissabon en Parijs. Aan het eind van 2004 en in het begin van 2005 vond er een grote retrospectieve tentoonstelling van zijn werk plaats in het Museum voor Moderne Kunst Arnhem. Tien jaar later werd de tachtigste verjaardag van Gubbels gevierd met een speciale thema-tentoonstelling op Paleis Soestdijk (september tot november 2014). Van 28 april tot 18 augustus 2024 is in Museum Arnhem de expositie 'Lang leve de kunst', een eerbetoon aan de carrière van Kaas Gubbels.
Het werk van Gubbels is vertegenwoordigd in diverse grote Nederlandse musea en in de bedrijfscollecties van bijvoorbeeld Ahold, Akzo en TNT.

## Werk
In verloop van tijd zijn de kunstwerken van Klaas Gubbels steeds abstracter geworden. Het valt in eerste instantie te bezien als eenzijdig, vanwege het beperkte aantal aan visuele thema's. Maar dit is ook juist weer de kracht en charme van zijn kunstwerken, volgens sommigen. Hij gebruikt daarnaast ook een veelvoud aan technieken en materialen, zoals: fotografie, litho, houtsnede, wandschildering, collage, objet trouvé, glas en metaal.
Zijn werk heeft raakvlakken met kunstwerken van kunstenaars als Giorgio Morandi en Amedeo Modigliani en lijkt beïnvloed door Marcel Duchamp, Man Ray en George Segal.

## Overig
In 2013 verscheen ter gelegenheid van de vijfenzeventigste verjaardag van Jan Siebelink een speciale uitgave met fragmenten uit Knielen op een bed violen en tien daarop geïnspireerde houtsneden van Gubbels. In 2022 werd de Singerprijs aan hem toegekend.

## Afbeeldingen

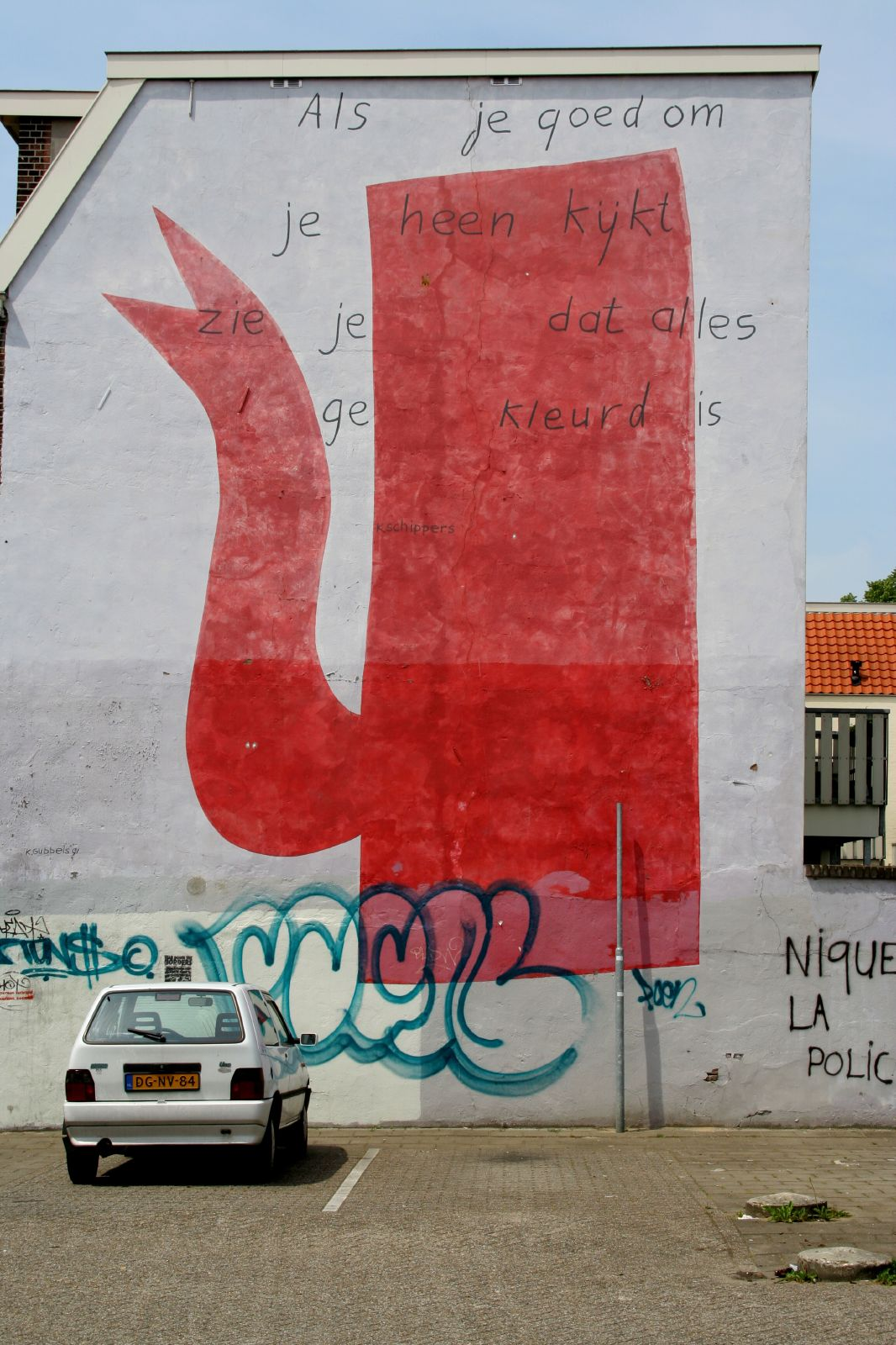
Koffiepotschildering (1991-2016) van Klaas Gubbels op de hoek Doddendaal/ Kroonstraat in het centrum van Nijmegen met een gedicht van K. Schippers. In augustus 2018 werd een nieuwe versie aan de Arsenaalplaats geplaatst
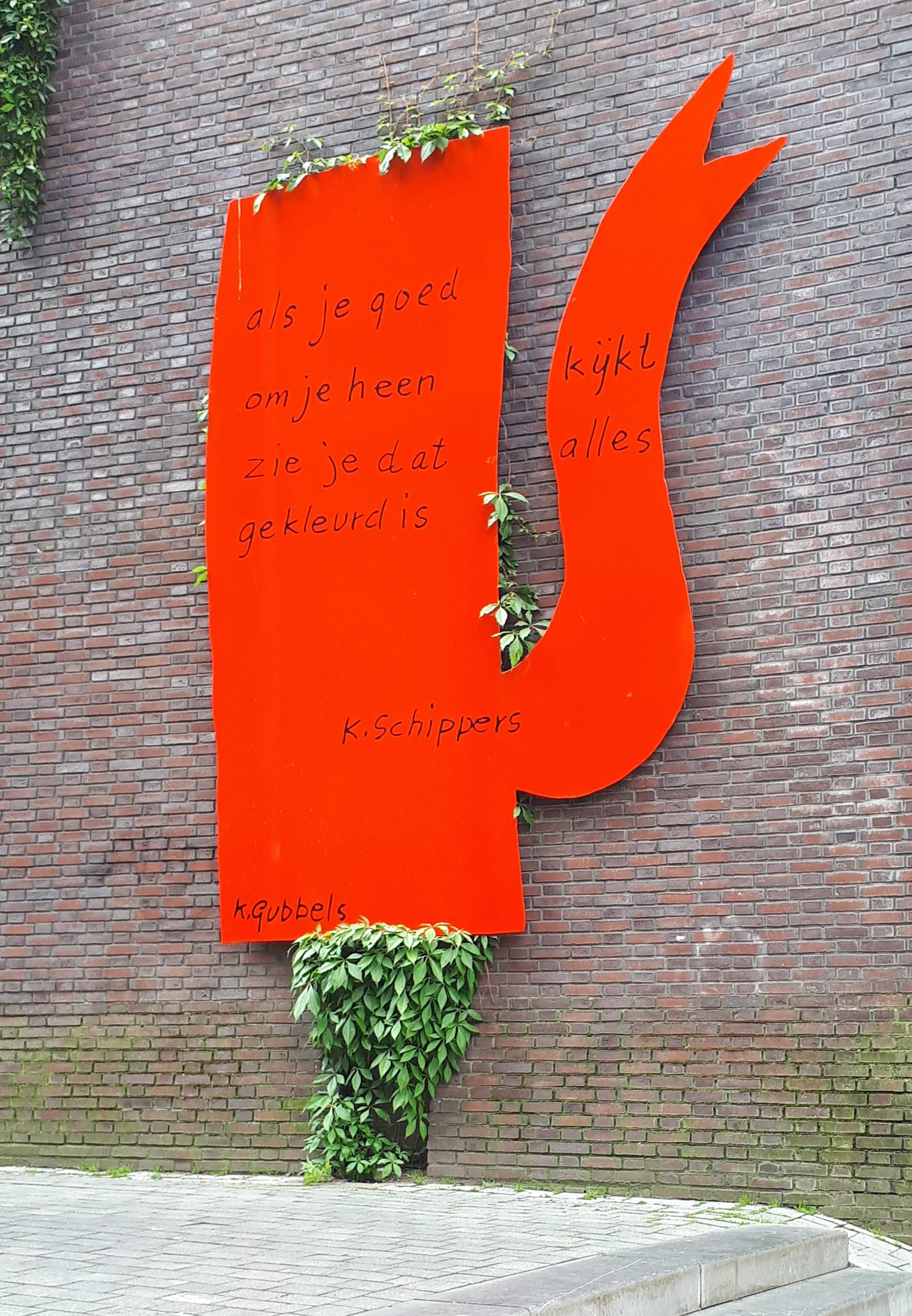
De nieuwe versie in staal van de rode koffiepot
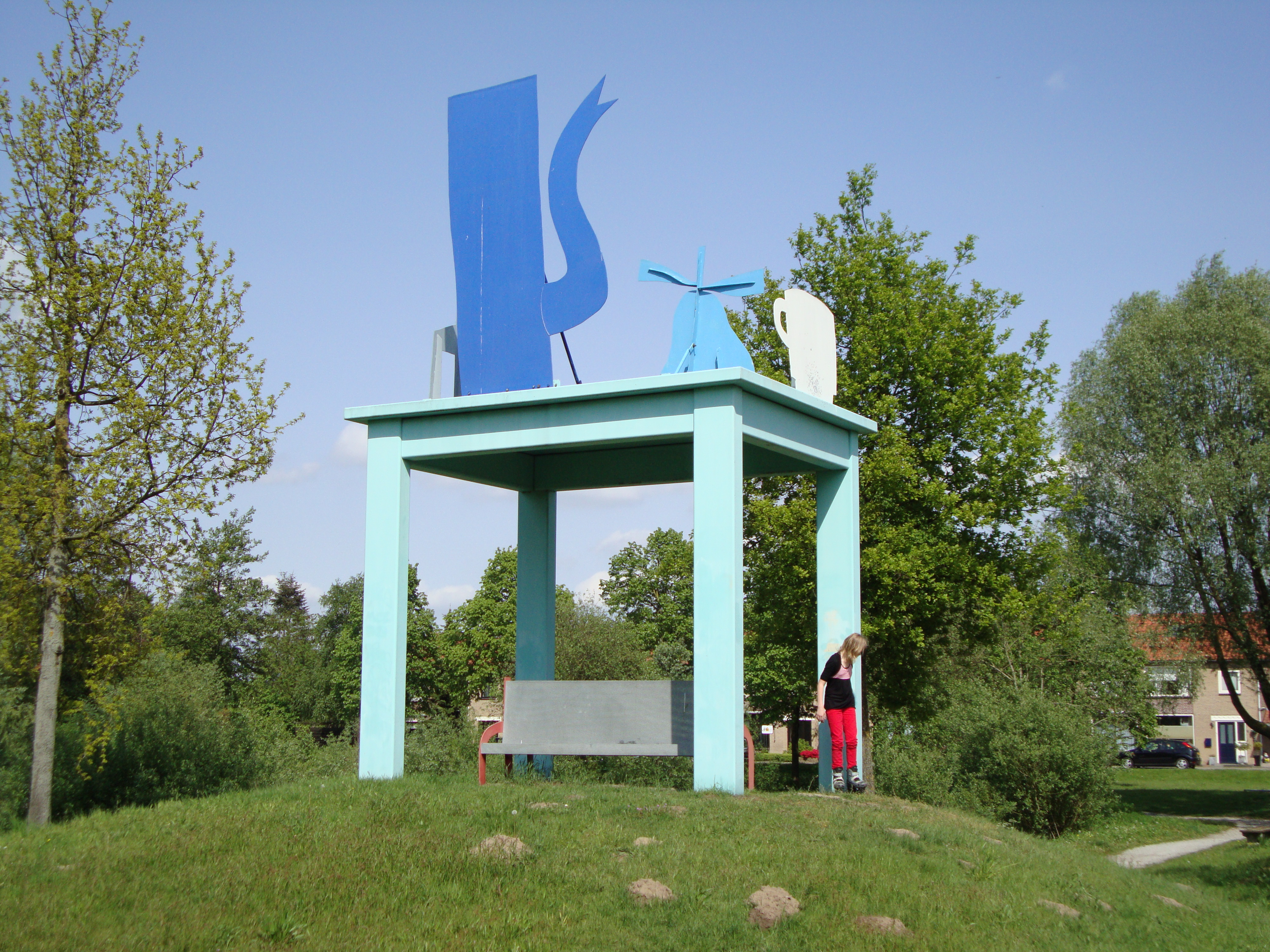
"De Tafel" in Wijchen, 1994
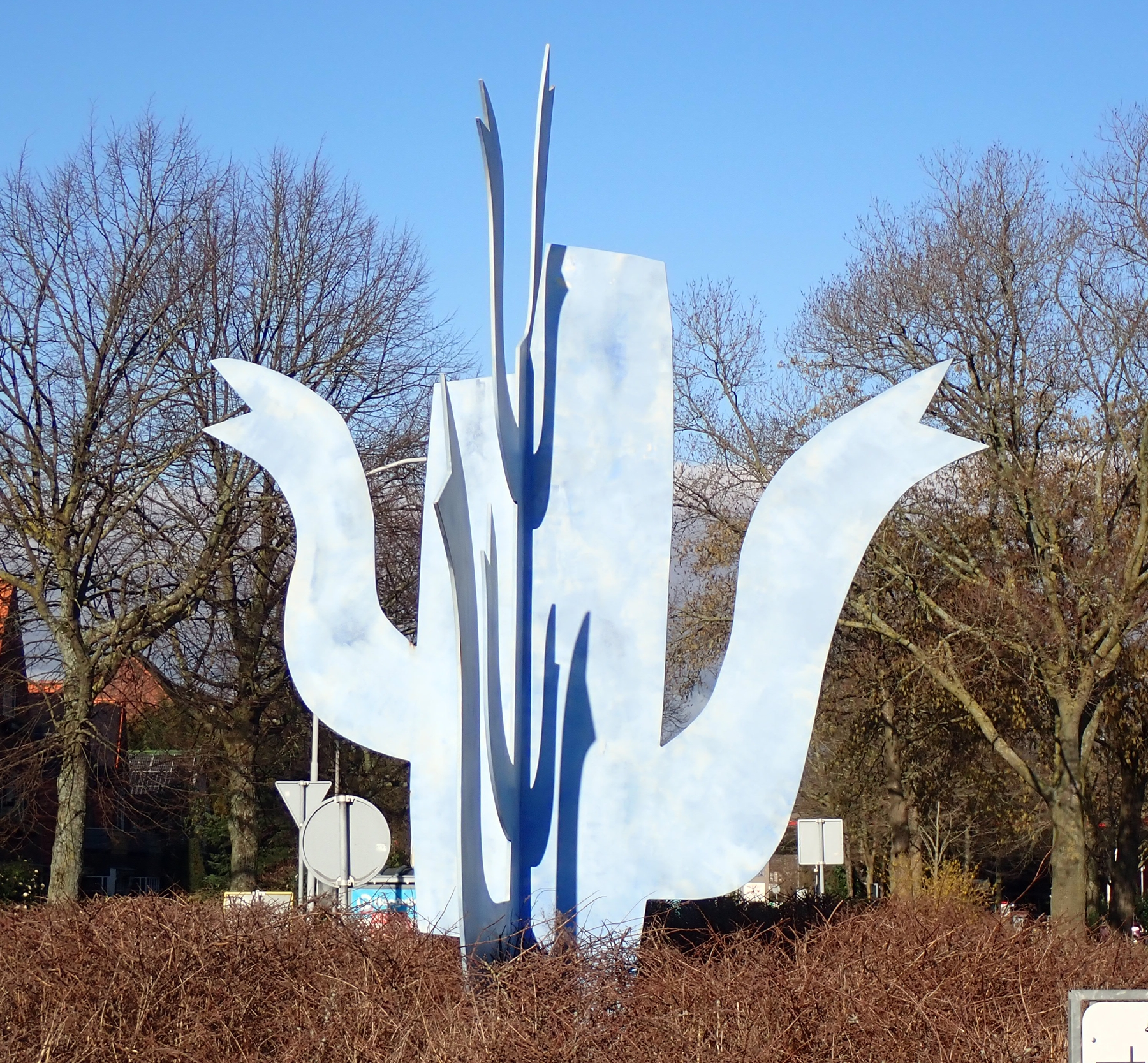
In de hemel gevlogen, Voorburg
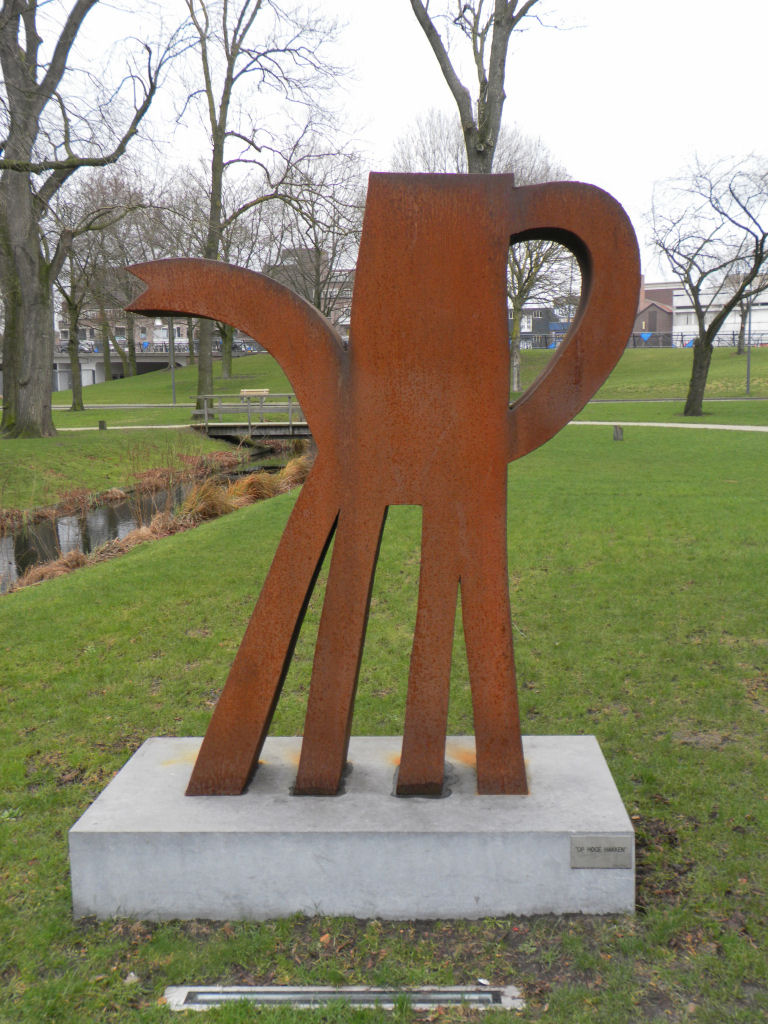
Op hoge hakken, Helmond
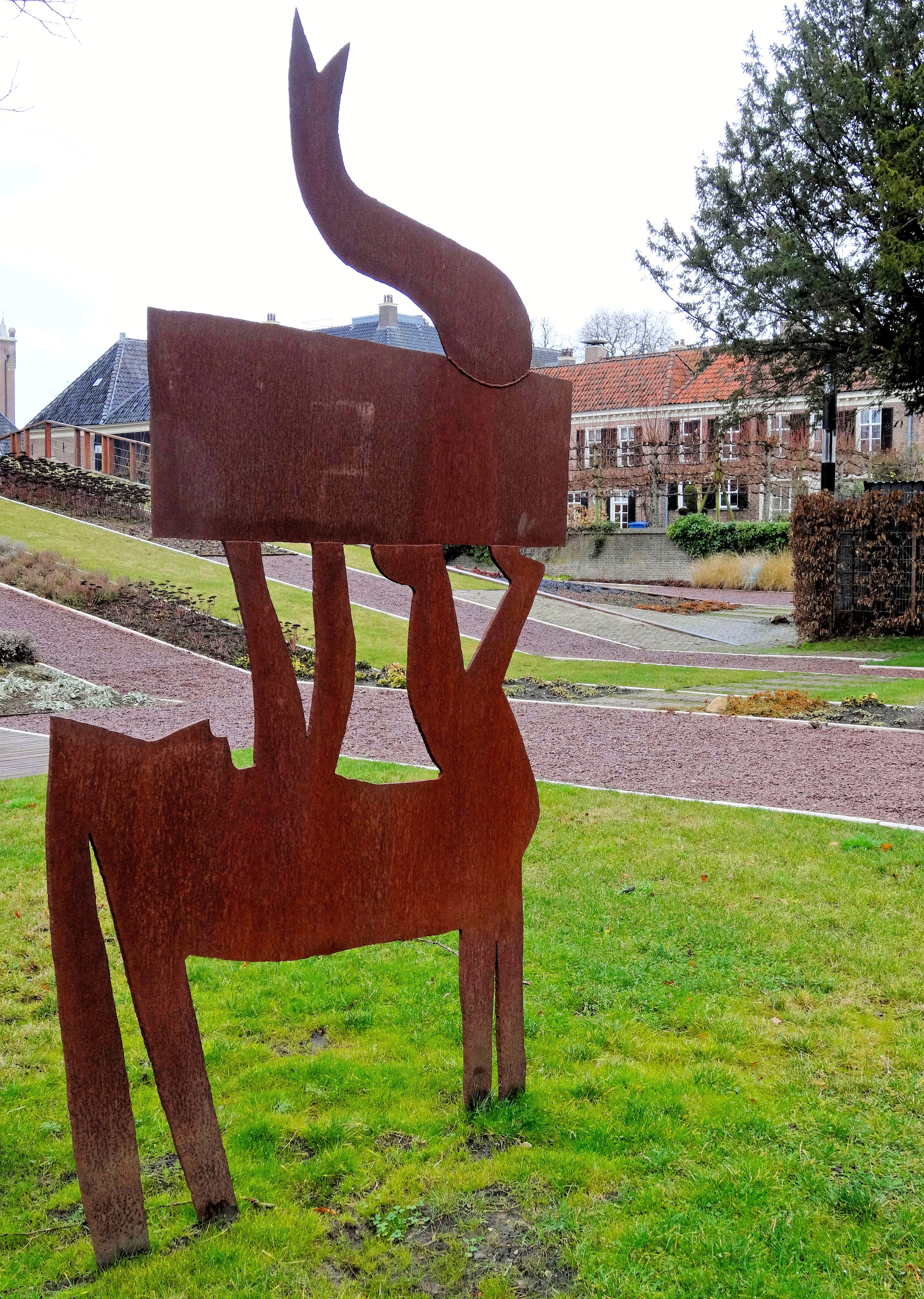
Sarrasani, Assen

- Bibliothèque nationale de France: cb135556350 (data)
- Digitale Bibliotheek voor de Nederlandse Letteren: gubb002
- Gemeinsame Normdatei: 11954282X
- International Standard Name Identifier: 0000 0000 7837 8717
- Library of Congress Control Number: n97121443
- Nederlandse Thesaurus van Auteursnamen: 068569874
- PIC: 387805
- RKD-Nederlands Instituut voor Kunstgeschiedenis: 34419
- Système universitaire de documentation: 083939261
- Union List of Artist Names: 500142916
- Virtual International Authority File: 96652612
- WorldCat: E39PBJvXdHjKPMPhpyxpkY6R8C